# Грабов (Йерихов)
Грабов (нем. Grabow) — деревня в Германии, в земле Саксония-Анхальт, входит в район Йерихов в составе городского округа Мёккерн.
Население составляет 650 человек (на 31 декабря 2014 года). Занимает площадь 32,01 км².

## История
Первое упоминание о поселении встречается в купчих Оттона I в 946 году.
До 31 декабря 2009 года Грабов образовывал собственную коммуну, куда также входили поселения:
- Грюнталь[нем.] (нем. Grünthal, 52°13′09″ с. ш. 11°57′35″ в. д.HGЯO);
- Кенерт[нем.] (нем. Kähnert, 52°14′48″ с. ш. 12°00′09″ в. д.HGЯO);
- Цигельсдорф[нем.] (нем. Ziegeldorf, 52°15′50″ с. ш. 11°58′48″ в. д.HGЯO).

1 января 2010 года, после проведённых реформ, Грабов, вместе с Грюнталем, Кенертом и Цигельсдорфом, вошёл в состав городского округа Мёккерн в качестве района.

## Галерея

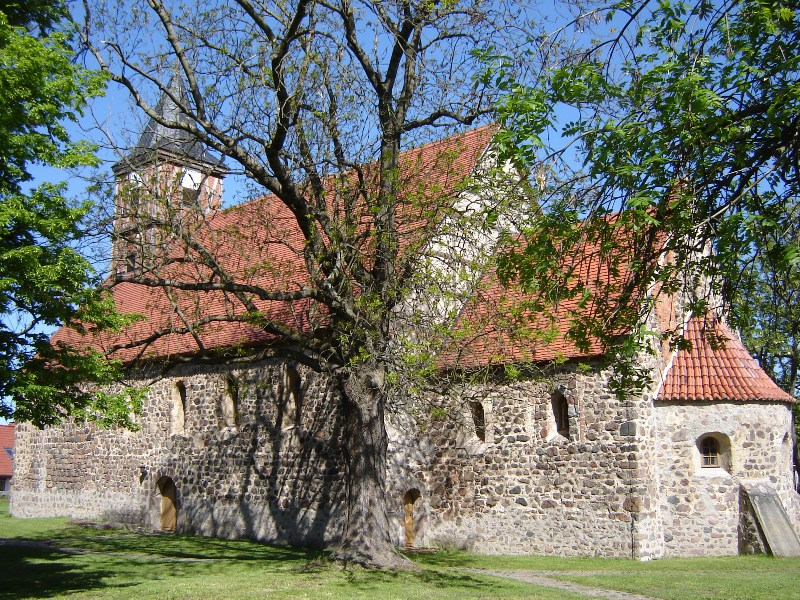
Церковь в Грабове
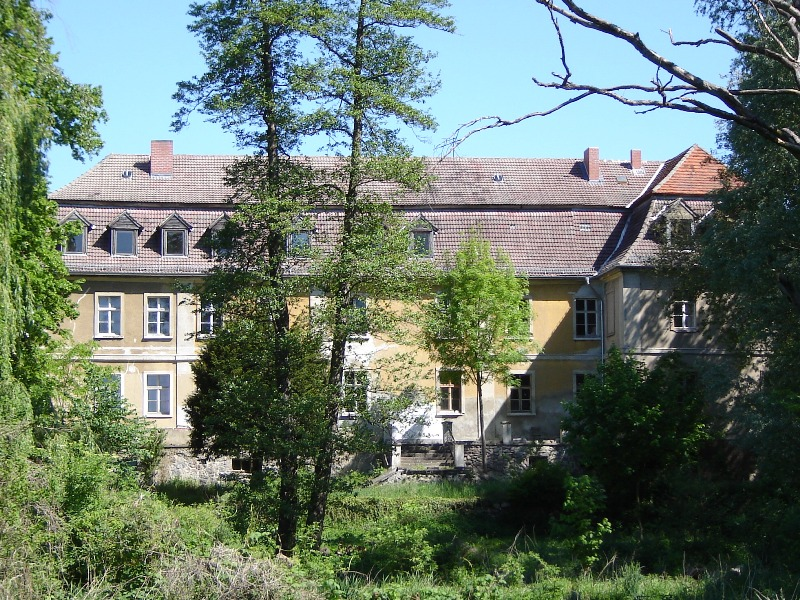
Усадьба 1713 года в Грабове